# Dermolo
Dermolo is een bestuurslaag in het regentschap Japara van de provincie Midden-Java, Indonesië. Dermolo telt 4924 inwoners (volkstelling 2010).